# Petovia marginata
Petovia marginata är en fjärilsart som beskrevs av Walker 1854. Petovia marginata ingår i släktet Petovia och familjen mätare. Inga underarter finns listade i Catalogue of Life.